# Kommer tirsdag efter sommeren - om børn på daginstitutioner
Kommer tirsdag efter sommeren - om børn på daginstitutioner er en dansk dokumentarfilm fra 1983, der er instrueret af Ib Makwarth efter manuskript af Birger Mosholdt. Filmen er tænkt at kunne bruges ved forældremøder og i andre sammenhænge, hvor der diskuteres børn og daginstitutioner.

## Handling
Filmen viser hverdagen i daginstitutionerne. Den peger på praktiske og upraktiske forhold i omgivelserne, som kan være bestemmende for det pædagogiske arbejdes succes. Den skildrer ting, der lykkes i børnenes og pædagogernes samvær, og den understreger, hvor vigtigt det er, at der er mandskab og plads nok. Samværet er sårbart, hvis man ikke har de rette betingelser, siges det i filmen.